# KV34
KV34 (англ. Kings' Valley № 34) — гробница египетского фараона Тутмоса III (XVIII династия, XV век до н. э.) в Долине Царей. Построена по типичному для того времени плану. Расположение усыпальницы необычно тем, что её вход находится не под скалой, а в ней на определённой высоте. Разграблена ещё в древности и вновь открыта в 1898 году Виктором Лоре.

## Описание
Галерея и глубокая шахта знаменуют собой начало гробницы. Далее следует передний зал с двумя колоннами. В северной стороне помещения есть проход в погребальную камеру овальной формы (словно свертка папируса). Стены камеры украшены фресками, исполненными простой писчей формой на белом фоне, тексты, поясняющие картины, написаны иератикой. Это замечательная особенность KV34. В центре покоя установлен овальный саркофаг.

## Цифры
Длина: 76,11 м
Площадь: 310,92 м2
Объём: 792,71 м3.

## Галерея

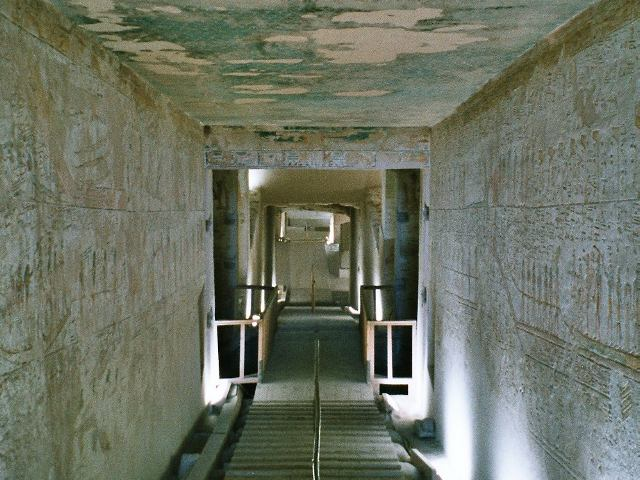
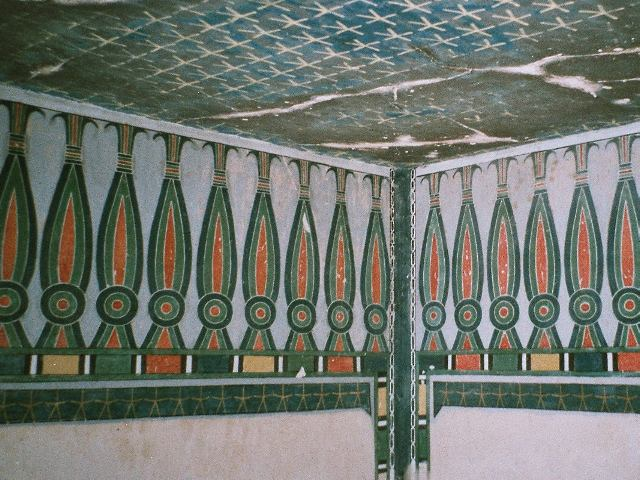
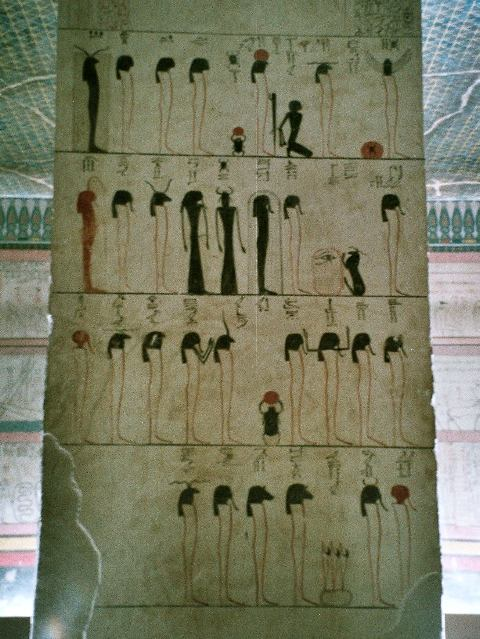
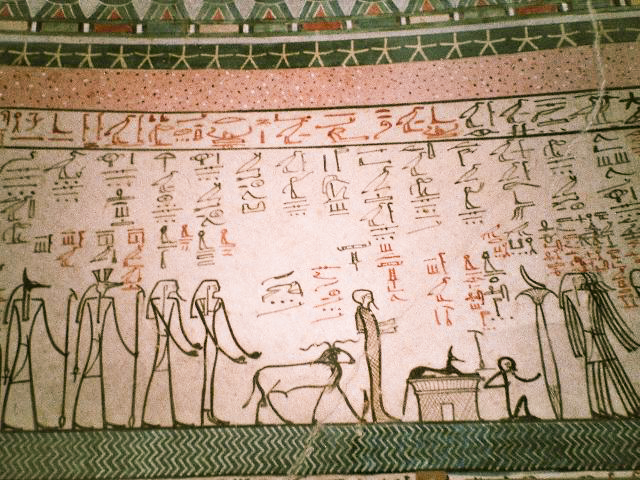
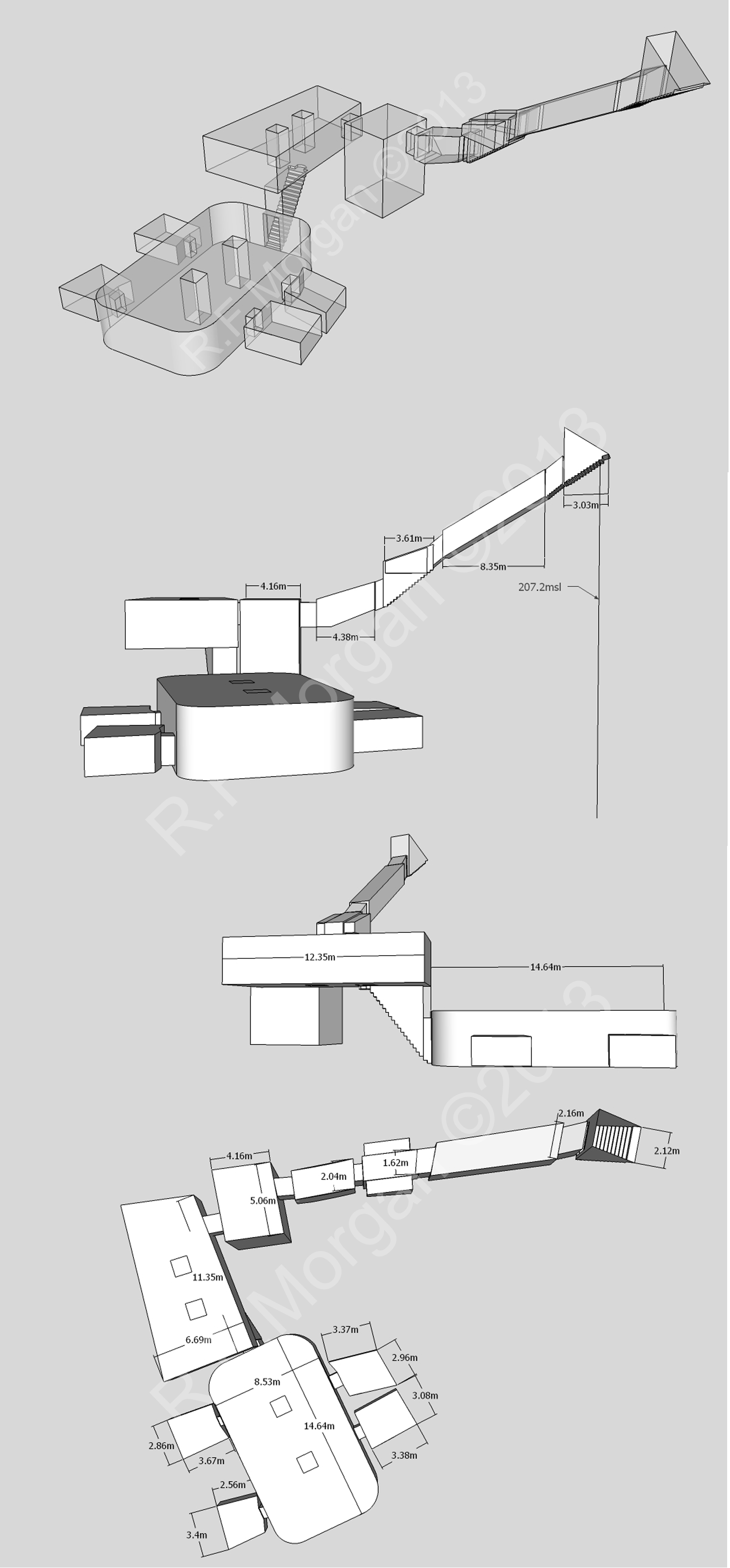
План гробницы
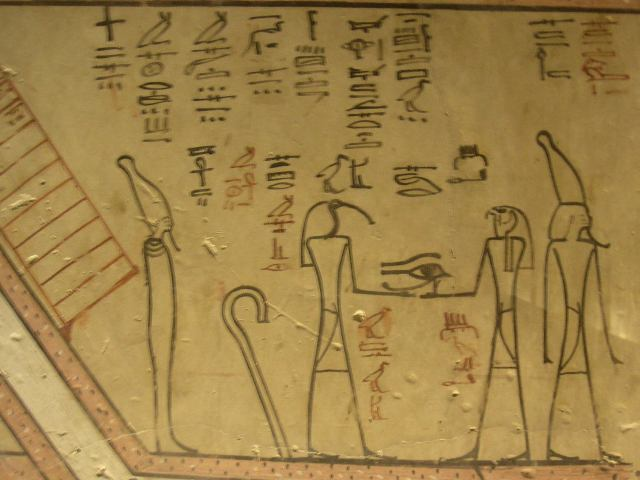
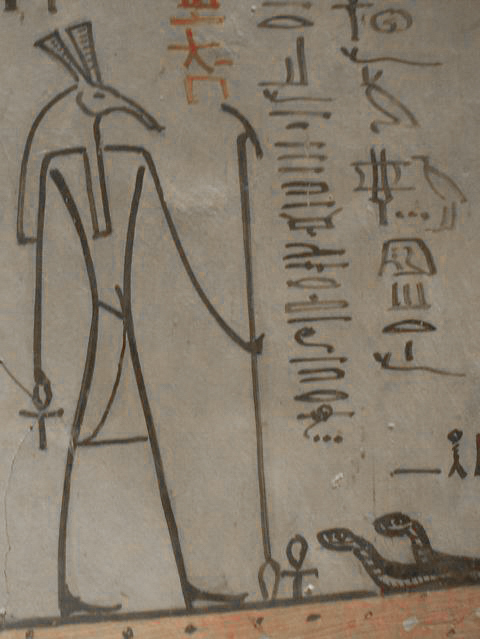
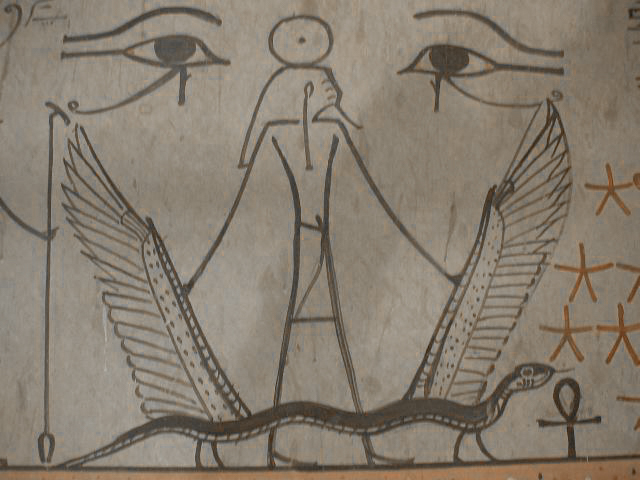